# یواس‌اس گریگز (ای‌پی‌ای-۱۱۰)
یواس‌اس گریگز (ای‌پی‌ای-۱۱۰) (به انگلیسی: USS Griggs (APA-110)) یک کشتی بود که طول آن 492 ft 1 in بود. این کشتی در سال ۱۹۴۳ ساخته شد.